# Centralkyrka

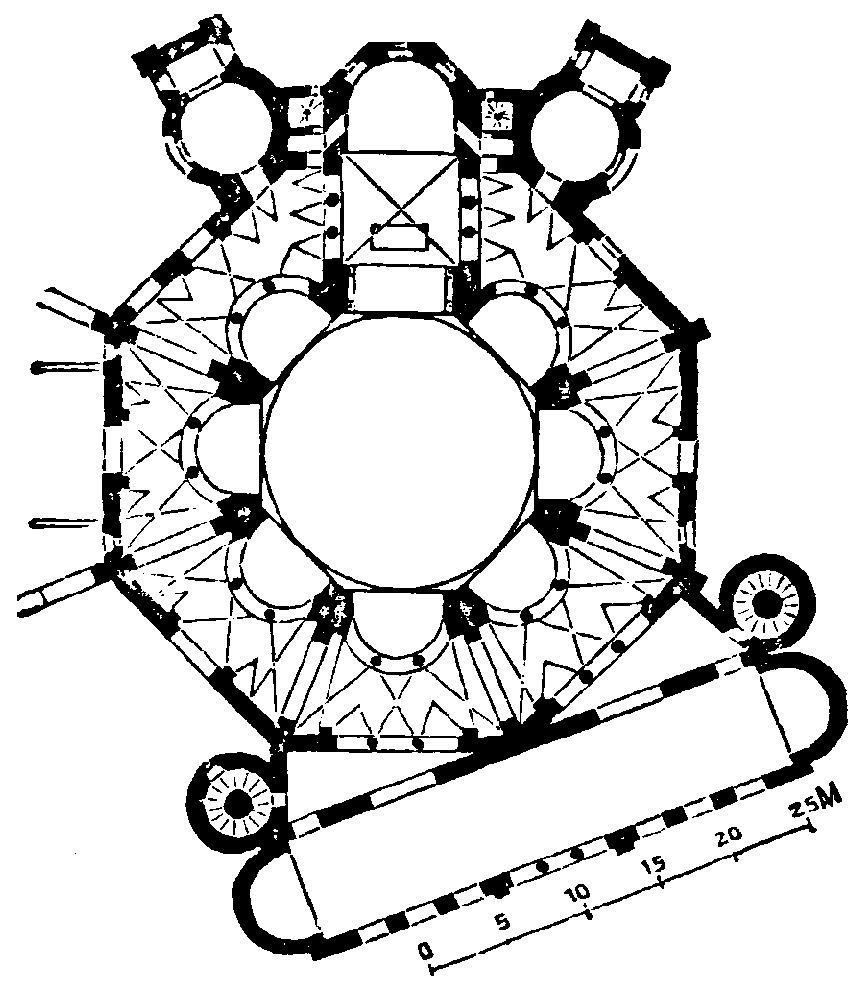
Planskiss över San Vitale i Ravenna, Italien.

Centralkyrkan är en kyrkobyggnad med centraliserad plan, det vill säga lika långa korsarmar (grekiskt kors). Detta i stället för den korsliknande (latinskt kors) plan som är vanligast i de kristna kyrkorummen. Centralkyrkan kan även ha en rund eller månghörnad form.

## Exempel på centralkyrkor
Bland de mest välkända centralkyrkorna finns Hagia Sofia som uppfördes av kejsar Justinianus I i Konstantinopel, nuvarande Istanbul, under 500-talet. Ett annat bekant exempel är Pantheon i Rom, som uppfördes omkring 115–125 av kejsar Hadrianus och tillägnades alla gudar. I Rom finns också de fornkristna kyrkorna Santa Costanza från 340-talet och Santo Stefano Rotondo, som uppfördes 468–483.  Även om de flesta centralkyrkorna karaktäriseras av den runda formen, förekommer även oktogonala och polygonala exempel, bland annat San Vitale i Ravenna.

## Centralkyrkor i Sverige

### Tidiga kristna tiden
Några svenska centralkyrkor som bevarats från tidig kristen tid är Solna kyrka, Bromma kyrka och Munsö kyrka i Stockholms län samt Hagby kyrka och Voxtorps kyrka i Kalmar län.

### Barocktiden
Svenska centralkyrkor från barocken är Kalmar domkyrka samt Katarina, Hedvig Eleonora och Ulrika Eleonora kyrka (Kungsholms kyrka) i Stockholm.

### 1800-talet
Under 1800-talets första hälft byggdes endast sex centralkyrkor i Sverige (invigningsåret inom parentes): Silvbergs kyrka (1834), Vedevågs kyrka (1837), Skeppsholmskyrkan (1842), Norsjö kyrka [nedbrunnen] (1850), Hällesjö kyrka (1853) och Österjörns kyrka (1857).
Under 1800-talets senare del var den svenske arkitekten Emil Viktor Langlet en ivrig förespråkare för centralkyrkor. Mellan 1863 och 1890 byggdes 32 centralkyrkor i Sverige (under samma tid byggdes 260 långhuskyrkor). Emil Langlet ritade 13 av dessa : Caroli kyrka i Malmö (1880), Beatebergs kyrka (1881), Kungsäters kyrka (1881), Gällivare kyrka (1882), S:t Pauli kyrka i Malmö (1882), Snöstorps kyrka (1883), Sävare kyrka (1884), Håle-Tängs kyrka (1884), Silleruds kyrka (1888), Erska kyrka (1889), Tranemo kyrka (1889),  Örsjö kyrka [ombyggd] (1893)., samt Holmestads kyrka (1875) i Götene.
En annan arkitekt som ritade några centralkyrkor var Anders Pettersson, som skapade Fyrunga kyrka (1874), Askums kyrka (1880), Öggestorps kyrka (1884) och Saleby kyrka (1894).
Blasieholmskyrkan (1868) ritades av Erik Gustaf Sjöberg, och Ersta kyrka (1872) av Per Ulrik Stenhammar. Oskar Erikson ritade Mellby kyrka (1879).

### 1900-talet
Under det tidiga 1900-talet fortsattes det i viss mån att byggas centralkyrkor, bland annat Seglora kyrka, Västergötland, (1903), Sofia kyrka (1906) och Gustaf Vasa kyrka,  (1906) Stockholm, Hällevikstrands kyrka (1904), Kiruna kyrka (1912), Hortlax kyrka (1917), Norsjö kyrka (1917) och Bunkeflo strandkyrka 1990.